# Rokupr
Rokupr – miasto w Sierra Leone, w prowincji Północna, w dystrykcie Kambia.